# Corgatha figuralis
Corgatha figuralis là một loài bướm đêm trong họ Erebidae.